# Linda (zangeres)
Svetlana Lvovna Gejman (Russisch: Светлана Львовна Гейман; Kentau (Oblast Zuid-Kazachstan), 29 april 1977), beter bekend als Linda (Russisch: Линда), is een Russische zangeres.

## Biografie
Svetlana Gejman groeide op een dorp bij de grens van China en de Sovjet-Unie, waar zich hedendaags Kazachstan bevindt. Toen Gejman acht jaar oud was verhuisde ze naar Toljatti, in de Russische Socialistische Federatieve Sovjetrepubliek. In 1990, wanneer ze dertien jaar is, verhuist ze weer, dit keer naar de Russische hoofdstad Moskou. Daar ging ze studeren aan de Gnessin Staatsacademie voor Muziek, waar zijn kennis maakte met de Russische folklore. Haar leraren raken geïntrigeerd door haar pure stem en haar gave om woorden met veel passie over te brengen in de muziek.

### Begin carrière
In 1993 neemt Gejman deel aan talentjacht Pokolenie. Tijdens dit programma leert ze Joeri Ajzensjpis kennen. Hierdoor kon ze samenwerken met producers zoals Vladimir Matetski. Later dat jaar bracht ze haar eerste nummer onder het pseudoniem Linda genaamd Igra s ognjom uit. Het nummer werd matig populair, maar Linda bleek echter geen commercieel succes te zijn. Daarbij kon ze zich ook niet vinden in de Madonna-achtige stijl van het nummer. Via de producer van de videoclip van het liedje leert ze vervolgens Maksim Fadejev kennen. De twee startten een samenwerking en Fadejev wordt Linda's nieuwe componist.
In 1994 verschijnt haar eerste album Pesni tibetskich lam. De muziek is vrij traditioneel, de teksten daarentegen zijn complex en vrij controversieel. De tracklist is zo opgebouwd dat ieder nummer iets verteld over een andere of eerder nummer op de cd. Dit om het thema van de plaat, de verandering van meisje naar volwassen vrouw, te bekrachtigen. Het album werd een succes en behaalde platina in Rusland.

### Meer succes
In 1996 kwam Linda's tweede album Vorona uit. Ook dit album is mede tot stand gekomen door componist Maksim Fadejev. Aan het einde van 1997 waren er meer dan één miljoen exemplaren van verkocht. De gelijknamige single werd ook een succes en is nu nog steeds een van bekendste singles van Linda.
In 1999 komt Linda met het langverwachte nieuwe studioalbum Platsenta. In tegenstelling tot Vorona heeft dit album geen (grote) raakvlakken met traditionele muziek. Placenta is donker en vrij zwaar. Het album ook is meer elektronisch. Voor dit album maakte Linda dan ook gebruik van de nieuwe technische instrumenten en computermiddelen. Haar imago veranderde drastisch na het opnemen van het album. Het gothic uiterlijk werd ingeruild voor rood haar en minder make-up. Ondanks positieve berichten van critici is het album een commerciële flop. De tegenvallende verkoopcijfers en de financiële onzekerheid van de platenmaatschappij zorgt ervoor dat ze eind 1999 haar contract verliest.

### Nieuw contract
Maart 2001 tekent ze een nieuw contract bij BMG Rusland. Twee maanden na het tekenen brengt ze haar volgende album Zrenie uit. Daarbij verandert Linda weer van imago, dit keer verbeeldt ze zichzelf als een zigeunerin in een jurk met veel kleuren.
In 2003 brengt ze de single Tsepi i koltsa uit. Dit is haar eerste echte single.

### Samenwerking met Stefanos Korkolis
Op 14 oktober 2006 kwam haar zesde album AleAda uit. Het album werd geproduceerd door de Griekse producer Stefanos Korkolis. Het album heeft ook enkele Griekse kenmerken, zoals de typische rembetiko en laika instrumenten. De titel van het album is een mix van de eerste drie letters van Linda's moeder, die Aleksandra heette en Korkolis' moeder, die Ada heette. 
AleAda werd enige tijd later ook uitgebracht in Griekenland. Deze uitgave bevatte naast de twaalf Russische, ook drie Griekse liedjes, waaronder 2 duetten met de rap formatie Goin' Through. In Griekenland haalt het album goud.
In 2008 brengt Linda opnieuw een album uit dat geproduceerd werd door Korkolis. Ter promotie van het album gaf Linda verschillende concerten in diverse nachtclubs. Ook haar album Laj @! uit 2013 werd geproduceerd door Korkolis.

## Privéleven
Svetlana Gejman woonde met haar producer Stefanos Korkolis vanaf 2008 samen in Griekenland en in 2012 trouwden de twee. In 2015 maakten deze hun scheiding bekend.

## Discografie

### Albums
- 1995 - Pesni tibetskich lam
- 1995 - Tancy tibetskich lam (remix album)
- 1996 - Vorona
- 1997 - Vorona. Remake & Remix (remix album)
- 1998 - Kontsert (livealbum)
- 1999 - Platsenta
- 1999 - Beloje na belom (compilatiealbum)
- 2000 - Embrion Right (remix album)
- 2000 - Embrion Wrong (remix album)
- 2001 - Zrenie
- 2001 - Linda (compilatiealbum)
- 2004 - AtakA
- 2004 - Zjizn (livealbum)
- 2005 - Potsjti bliznetsy (compilatiealbum)
- 2006 - AleAda
- 2008 - Skor-piony
- 2010 - Linda. Loetsjie pesni (compilatiealbum)
- 2012 - Acoustics by Bloody Faeries (akoestisch album)
- 2013 - Laj, @!
- 2015 - Live, @! (livealbum)

### Singles
- 2003 - Tsepi i koltsa
- 2004 - Agonia
- 2004 - Begi
- 2006 - Ja oekradoe
- 2006 - Ljoebov v konverte
- 2006 - Metsjena ja
- 2006 - Tolzjaj na ljoebov
- 2007 - Tsjorno-snezjnaja
- 2008 - Skor-piony
- 2008 - Oni tak
- 2013 - Laj, sobaka!